# Wanda Gentil-Tippenhauer
Wanda Anna Gentil-Tippenhauer Widigierowa (Ruda Wanda; ur. 13 stycznia 1899 w Port-au-Prince, Haiti, zm. 12 sierpnia 1965 w Zakopanem) – polska malarka, miłośniczka Tatr i narciarstwa.

## Życiorys
Wanda Gentil-Tippenhauer urodziła się w Port-au-Prince na Haiti, gdzie jej ojciec był głównym inżynierem miejskim. Matką Wandy była Wiktoria z domu Rosicka, pierwsza polska tłumaczka Shakespeare’a. Wanda po maturze w Lozannie rozpoczęła studia w Szkole Sztuk Pięknych w Hamburgu, a pod koniec I wojny światowej przyjechała do Warszawy. W 1921 roku ukończyła Państwowe Kursy dla Nauczycieli Rysunków przy Szkole Sztuk Pięknych w Warszawie, prowadzone przez Karola Tichego. W latach 1921–1923 studiowała w Kunstgewerbeschule w Hamburgu. Podróżowała po Europie (Włochy, Francja, Szwajcaria i Niemcy) i USA.

### Członkostwo w organizacjach
Gentil-Tippenhauer należała m.in. do:
- Polskiego Związku Narciarskiego,
- Towarzystwa Zachęty Sztuk Pięknych (od 1935 r.),
- Polskiego Towarzystwa Artystycznego,
- Związku Polskich Artystów Plastyków,
- Związku Zawodowego Polskich Artystów Plastyków,
- Stowarzyszenia Polska Sztuka Dekoracyjna,
- Podhalańskiego Związku Plastyków w Zakopanem.

### Wystawy i wyróżnienia
Od 1925 roku wystawiała głównie w warszawskim Towarzystwie Zachęty Sztuk Pięknych. W 1927 roku uzyskała wyróżnienie za batik (szal zielony). W 1932 roku wystawiła cykl pejzaży zakopiańskich w Domu Towarowym Braci Jabłkowskich w Warszawie. W tych latach wystawiała także w Bydgoszczy, Zakopanem i za granicą: w Lyonie, Mediolanie i Turynie. W latach 1940–1942 przebywała na Ukrainie. W czasie wojny w Warszawie uczyła rysunków na tajnych kompletach w latach 1943–1944. W czasie powstania warszawskiego cały przedwojenny dorobek artystki został zniszczony. Po wojnie brała udział niemal we wszystkich wystawach ZPAP w Zakopanem. Miała tam też wystawę indywidualną w 1961 roku. W 1965 roku miała wystawę pośmiertną w Biurze Wystaw Artystycznych.

## Twórczość malarska
Wanda Gentil-Tippenhauer malowała akwarelą i temperą stylizowane pejzaże z motywami tatrzańskimi (np. Dolina Białej Wody, widok na Giewont) i sceny rodzajowe z Podhala. Czasami malowała kwiaty i obrazy o tematyce religijnej. Zajmowała się również malarstwem na szkle, malarstwem ściennym, batikiem, architekturą wnętrz i konserwacją obrazów. W okresie międzywojennym wykonała między innymi malowidła ścienne w kościele św. Katarzyny w Zgierzu i w kaplicy zamku Krasickich koło Brzeżan. Ilustrowała bajki murzyńskie z Haiti pióra Wiktorii Gentil-Tippenhauer wydane w 1931 roku. Po wojnie wykonała w Zakopanem dekoracje budynku Orbisu i Sali TPPR.
Gentil-Tippenhauer jest również autorką schematów 11 dróg narciarskich w Tatrach opisanych przez Józefa Oppenheima w książce Szlaki narciarskie Tatr Polskich i główne przejścia na południową stronę, wydanej przez Polski Związek Narciarski w Krakowie (1936).

## Dorobek pisarski
Gentil-Tippenhauer zajmowała się również krytyką artystyczną. Pisywała recenzje m.in. w „Kurierze Łódzkim” w 1925 roku i w wileńskim „Przeglądzie Artystycznym” w latach 1926–1929.
Interesowała się podhalańską sztuką ludową, urządzała jej konkursy i wystawy w Zakopanem, pisała o ludowych artystach podhalańskich, także o Andrzeju Strugu i Władysławie Matlakowskim („Wierchy” 1938–1961, „Polska Sztuka Ludowa” 1954–1957).
W okresie międzywojennym uprawiała w Tatrach turystykę w lecie i zimie. Wspólnie z Józefem Oppenheimem napisała wspomnienie Pamięci zmarłych schronisk („Wierchy” 1948), a razem ze Stanisławem Zielińskim książkę wspomnień turystycznych i narciarskich, głównie związanych z Józefem Oppenheimem: W stronę Pysznej (Warszawa 1961, następne wydania już tylko pod nazwiskiem samego Zielińskiego).
Nigdy nie wydano maszynopisu Wandy Gentil-Tippenhauer SOS w Tatrach, znajdującego się w zbiorach archiwum Muzeum Tatrzańskiego w Zakopanem, poświęconego postaci Oppenheima i wyprawom Pogotowia Tatrzańskiego TOPR w latach 1914–1939, zawierającego m.in. opis wyprawy TOPR po ciało taternika Wincentego Birkenmajera na Galerię Gankową w kwietniu 1933 r. W zbiorach Muzeum znajdują się również listy Wandy do Oppenheima.

## Życie prywatne

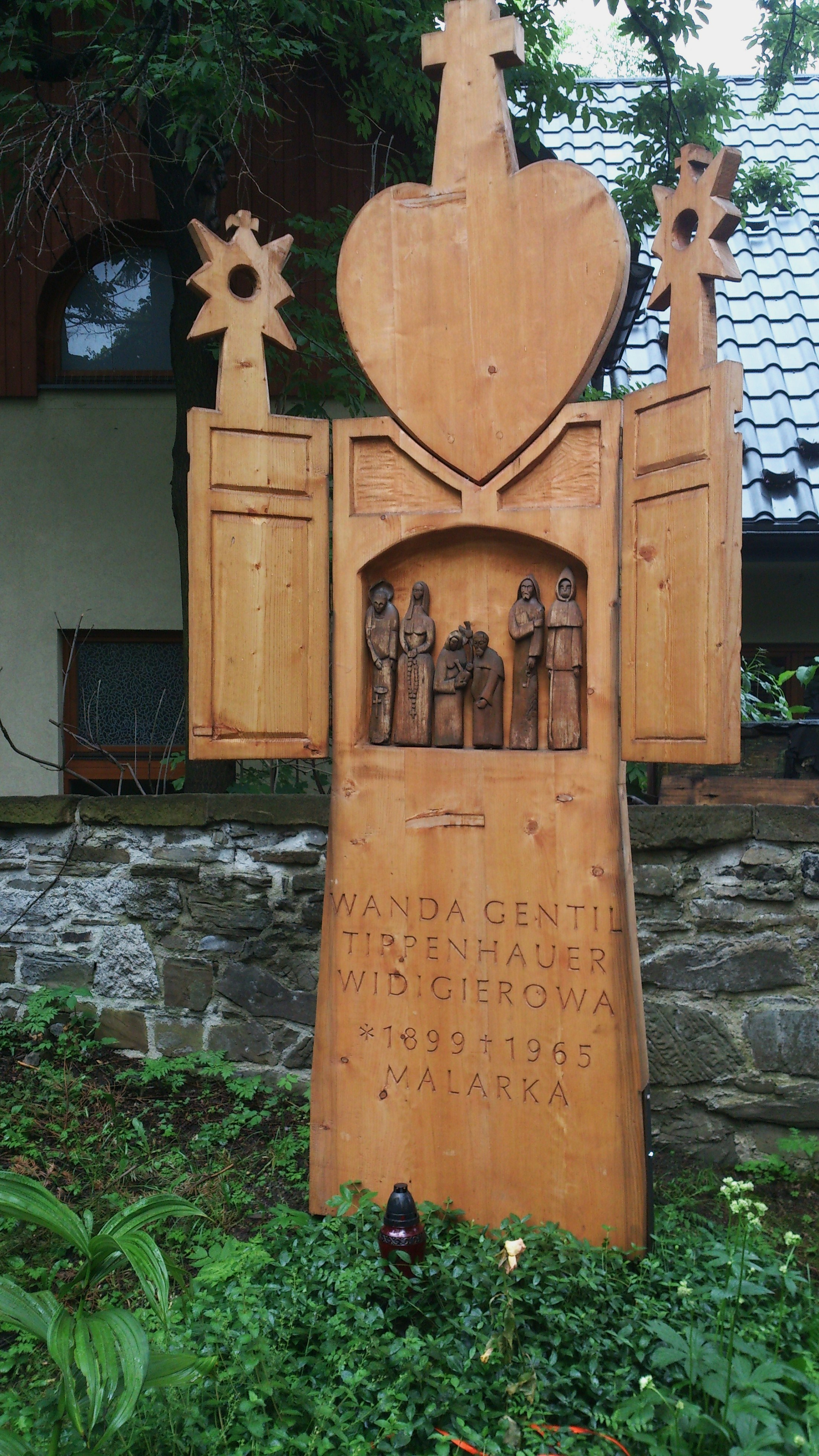
Nowa rzeźba na grobie Wandy Gentil Tippenhauer na Cmentarzu Zasłużonych na Pęksowym Brzyzku
w Zakopanem, 2014

Wanda Gentil-Tippenhauer zauroczyła się Tatrami i narciarstwem w 1925 roku. Mieszkała w latach międzywojennych w Warszawie, po 1945 roku mieszkała w Zakopanem, wyłączając lata 1946–1947, kiedy to przebywała w Warszawie.
Była towarzyszką życia Oppenheima, wcześniej wyszła za mąż za Wacława lub Ludwika Widigiera, kolekcjonera dzieł sztuki. W 1945 roku zamieszkała z Oppenheimem na Krzeptówkach i 28 lutego 1946 r. była u boku swego przyjaciela, gdy został zastrzelony. Została wtedy również postrzelona w głowę.
Była matką chrzestną Katarzyny Piskorskiej (w 1938 roku).
Po śmierci w 1965 roku została pochowana na Cmentarzu Zasłużonych na Pęksowym Brzyzku w Zakopanem (kw. P-III-29). Na jej grobie stanął pomnik wykonany przez uczniów pracujących pod kierunkiem Antoniego Rząsy w pracowni Władysława Hasiora w Zespole Szkół Plastycznych im. Antoniego Kenara w Zakopanem.